# Жана-Омір
Жана́-Омі́р (каз. Жаңаөмір) — село у складі Теректинського району Західноказахстанської області Казахстану. Адміністративний центр Чаганського сільського округу.
У радянські часи село називалось Комуна, до 2020 року — Нова Жизнь.
Населення — 3356 осіб (2021; 3044 у 2009, 2556 у 1999, 2466 у 1989).